# 失序正義
《失序正義》（英語：Chaotic Justice）是一部2022年上映的臺灣動作劇情片，由鄭昕哲執導，丘文婷擔任製片，劉奕萱負責原創電影配樂。其主演包括河合朗弘、潘俊佳、陳秋燁、蘇祐。該片由星泰娛樂發行於2022年11月25日台灣秀泰影城獨家上映。

## 劇情大綱
軍方擁有一支稱為Kirai的秘密特種部隊，專門處理威脅國家秩序的人事物。這次他們接獲任務要調查受民眾愛戴，以魔術師Sanders為首的魔術師集團。魔術師集團的出現乃因社會上存在著違反大眾期待的人，用刺激的表演方式合理化私刑的行為，更加帶動了一般群眾的風向。另一種「正義」的出現，漸漸地影響到社會的秩序。

## 演員
| 演員                     | 角色          | 備註 |
| 河合朗弘 Akihiro Kawai   | Sanders       | 認為觀眾、民意就是一切的極端娛樂主義者。相信眼前看見的才是一切，擅長藉由人的過去操弄他人、為魔術師集團代表人。 |
| 潘俊佳                   | Petofi        | 對於自身實力有著驕傲的自信。認為自己該是奉行剔除社會亂源而生的存在、現為魔術師集團之一。                       |
| 陳秋燁                   | Kirai         | 特勤中隊 N.I.G. Kirai 組隊長，強悍、冷酷的性格也促成為了代號的由來。                                           |
| 蘇祐                     | Hawk          | 奉行實力至上的年輕士兵。                                                                                       |
| 賴建彬 Brandon Nevins    | Secretary     | 為 N.I.G. Kirai 組執行戰略預警情報蒐集、研整之人員，為 N.I.G.首席部長                                          |
| 羅昊元                   | Lok           | 魔術師集團的新人。以身為魔術師集團的成員為榮。                                                                 |
| 陳衍儒                   | 洸            | 為人正直又充滿正義感的高中生。夢想是可以跟爸爸一樣為社會盡一份心力。                                           |
| 程珉                     | Albatross     | N.I.G Kirai 組副隊長。                                                                                         |
| 歐柏理 Paulie O Sullivan | Unite Captain | 聯合部隊的軍人。                                                                                               |
| 饒宇玉                   | Milvus        | N.I.G Kirai 組狙擊手。                                                                                         |
| 洪偉恩                   | Bat           | N.I.G Kirai 組的通訊兵。                                                                                       |
| Zsolt Kormendy           | Judge         | 為特種作戰司令部執行違法整備查驗的法務人員。                                                                   |
| 洪博軒                   | 刑警          | 與魔術師集團勾結，偷偷將逮捕後的犯人交給其處置的刑警。                                                         |
| 王竣民                   | 議員          | 議員。 |

## 製作

### 開發
導演鄭昕哲2022年10月14日表示，製作上將以「做一部讓大家都能發表不同意見的電影」為目標。同年9月23日製片丘文婷受訪回應，導演將以一貫取材自社會事件的風格，再次用隱喻手法，將身為八年級生所見的社會樣貌與國際情勢，撰寫成一部雙方都為相同理念而戰的動作劇情電影，讓難以被定義的「正義」由觀眾自由解讀。

### 編劇
製片丘文婷2022年10月14日表示，電影以臺灣國際情勢為故事基礎，並且以任何角度去看都會是一部有趣的電影，可以輕鬆觀影，也可以挖到對於社會或臺灣見解的縮影，無論你想如何品嘗這部電影。同年9月23日導演鄭昕哲受訪指出「一種正義，各自表述」是這部片最直接的概念，其中又以「正義」為首，但我們沒有立場去定義它「甚至在虛構的世界也一樣」。

### 選角
製片丘文婷於2022年9月23日受訪指出「演員的想法與多元化是選角時的重點。」主演蘇祐分享，「只管放手去做，讓別人看到你的存在。」主演陳秋燁也表示，一切只是立場不同而已，「並沒有真正的黑與白。」也有為了不過度敘事而修改國籍設定，主演河合朗弘對此回應，為了讓自己更靠近故事的原型，過程不停對自己施壓，造就「自大、冷血但卻受人讚揚的惡魔。」在談論到嘎嘎潘俊佳成為主演的關鍵，導演鄭昕哲坦言起初他並非試鏡主角，全因嘎嘎試鏡時的脫稿演出，讓在場試鏡人員驚呼，他正視過去的自己，「並將一切轉化成現在的動力。」四大主角就此誕生。

### 武打片段
以無替身，演員親自上陣為拍攝主體。

### 音樂
電影配樂由作曲家劉奕萱主導。

### 製作人員[25]
- 導演、故事：鄭昕哲
- 製片人、編劇：丘文婷
- 聯合製片公司：岱宇國際 台灣、 UNDER PEACE、 LOBOR Watches、 Maven Watches。
- 監製：Sherry&Jack、鄭順德、林益本
- 原創配樂：劉奕萱
- 管弦編曲：Bruno Oliveira
- 燈光指導：張智一
- 武術指導：徐識幃
- 聲音混音：Vithor Morase
- 成音師：趙苡惠

## 發行
《失序正義》發行商星泰娛樂排定2022年11月25日，九合一大選前全臺秀泰影城獨家上映。

## 音樂
| 曲號     | 標題                              | 作家                  | 長度  |
| -------- | --------------------------------- | --------------------- | ----- |
| 1.       | Main Title                        | 劉奕萱                | 2:41  |
| 2.       | Hawk                              | 劉奕萱                | 1:41  |
| 3.       | Sanders                           | 劉奕萱                | 1:34  |
| 4.       | High School Student               | 劉奕萱                | 0:43  |
| 5.       | The Information: Anonymous Source | 劉奕萱                | 1:11  |
| 6.       | The Theater                       | 劉奕萱&Bruno Oliveira | 1:15  |
| 7.       | The Performance                   | 劉奕萱&Bruno Oliveira | 1:41  |
| 8.       | Teasing                           | 劉奕萱                | 1:11  |
| 9.       | Kirai and Hawk                    | 劉奕萱                | 0:49  |
| 10.      | Sanders' Revenge                  | 劉奕萱                | 1:42  |
| 11.      | Petofi is Mad                     | 劉奕萱                | 0:46  |
| 12.      | Sanders' Sickness                 | 劉奕萱                | 2:52  |
| 13.      | Petofi's Justice                  | 劉奕萱                | 5:59  |
| 14.      | Dawn                              | 劉奕萱                | 2:10  |
| 15.      | Petofi's Repent                   | 劉奕萱                | 1:58  |
| 總長度： | 總長度：                          | 總長度：              | 28:22 |